# Qeshlāq-e Qūzlū
Qeshlāq-e Qūzlū (persiska: قوری دَرَق, قِشلاقِ قوزلو) är en ort i Iran.   Den ligger i provinsen Ardabil, i den nordvästra delen av landet, 500 km nordväst om huvudstaden Teheran. Qeshlāq-e Qūzlū ligger 354 meter över havet och antalet invånare är 112.
Terrängen runt Qeshlāq-e Qūzlū är lite kuperad. Runt Qeshlāq-e Qūzlū är det ganska tätbefolkat, med 93 invånare per kvadratkilometer. Närmaste större samhälle är Akbar Dāvūd-e Qeshlāqī, 7,8 km söder om Qeshlāq-e Qūzlū. Trakten runt Qeshlāq-e Qūzlū består till största delen av jordbruksmark.